# Bolesław Kielski (spiker)

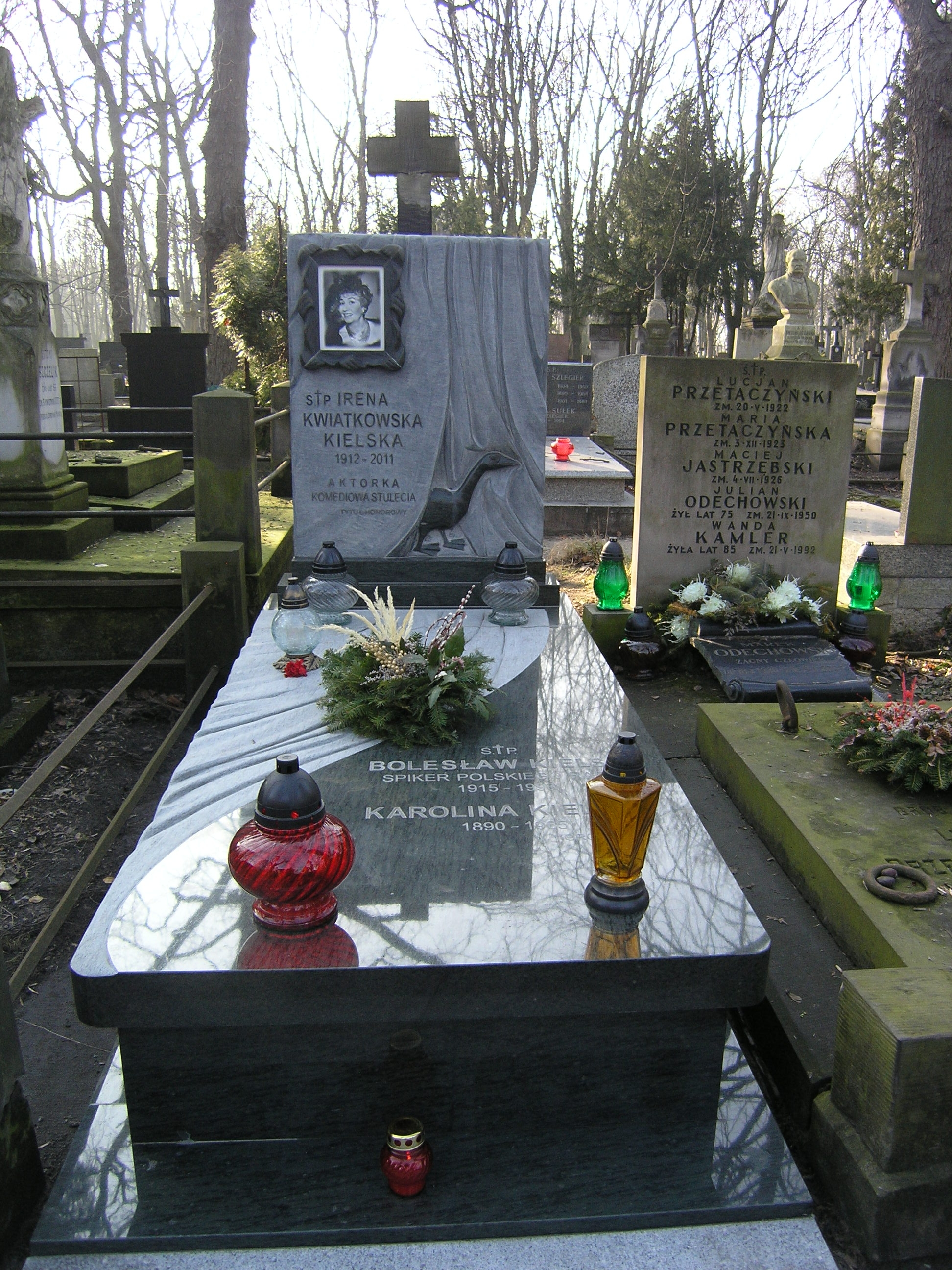
Grób Bolesława Kielskiego na cmentarzu Powązkowskim (kwatera 189-1-6)

Bolesław Kielski (ur. 26 września 1915 w Wiedniu, zm. 16 września 1993 w Warszawie) – polski prezenter telewizyjny oraz spiker Polskiego Radia.

## Życiorys
Był synem prawnika Alfreda Kielskiego i jego żony Karoliny (1890–1965). Po zdaniu matury w Gimnazjum im. Jana Zamoyskiego w Warszawie, studiował prawo na Uniwersytecie Warszawskim. W 1936 zgłosił się na publiczny konkurs spikerów organizowany przez Polskie Radio. Kielski został wybrany spośród czterech tysięcy kandydatów, obok między innymi Jeremiego Przybory. W latach 60. XX w. prowadził popularny teleturniej Kółko i krzyżyk według scenariusza Ryszarda Serafinowicza. Laureat nagrody Złoty Mikrofon za wieloletnią działalność lektorską i spikerską (1972). Był inwigilowany przez funkcjonariuszy Służby Bezpieczeństwa PRL.

## Życie prywatne
Został wychowany w duchu kosmopolityzmu – dzięki zamożności ojca dużo podróżował: Anglia, Belgia, Francja, Włochy, Austria, Niemcy oraz Czechosłowacja. Znał biegle język angielski i francuski. W latach 1943–1948 był żonaty z Jadwigą z Kozakiewiczów, z którą miał syna Andrzeja (ur. 1946). Od 1948 do swojej śmierci był żonaty z aktorką Ireną Kwiatkowską, z którą nie miał dzieci.

## Filmografia
Na podstawie materiału źródłowego:
- 1967: Co to jest Dudek?

### Lektor
- 1962: Na studium zaocznym
- 1962: Album Fleischera
- 1963: Nieobecni

### Spektakl Teatru TV
- 1962: Sammy jako sprawozdawca radiowy